# (36867) 2000 SA149
2000 SA149 (asteroide 36867) é um asteroide da cintura principal. Possui uma excentricidade de 0.18270650 e uma inclinação de 1.62149º.
Este asteroide foi descoberto no dia 24 de setembro de 2000 por LINEAR em Socorro.